# Simatahari
Simatahari is een bestuurslaag in het regentschap Labuhan Batu Selatan van de provincie Noord-Sumatra, Indonesië. Simatahari telt 3458 inwoners (volkstelling 2010).